# فرانچسکو کاتناری
فرانچسکو کاتناری (انگلیسی: Francesco Cattenari؛ زادهٔ ۱۷ ژانویهٔ ۱۹۹۰) بازیکن فوتبال اهل ایتالیا است.
از باشگاه‌هایی که در آن بازی کرده‌است می‌توان به باشگاه فوتبال دلفینو پسکارا اشاره کرد.